# Solenoppia pernettyae
Solenoppia pernettyae är en kvalsterart som beskrevs av J. och P. Balogh 1988. Solenoppia pernettyae ingår i släktet Solenoppia och familjen Oppiidae. Inga underarter finns listade i Catalogue of Life.